# Villemomble
Villemomble je francouzské město ve východní části metropolitní oblasti Paříže v departementu Seine-Saint-Denis, region Île-de-France. Leží 14 kilometrů od centra Paříže.

## Geografie
Sousední obce: Le Raincy, Gagny, Neuilly-sur-Marne, Neuilly-Plaisance, Rosny-sous-Bois, Bondy, Les Pavillons-sous-Bois.

## Vývoj počtu obyvatel
Počet obyvatel

## Doprava
Villemomble je dostupné linkou RER E, autobusy RATP číslo 114, 121, 145, 221 a 303 a tramvají číslo 4.

## Osobnosti města
- Alexandre Chatrian (1826–1890), spisovatel
- Paul Gachet (1828–1909), sběratel umění
- Jean Rivier (1896–1987), skladatel
- Marguerite Perey (1909–1975), vědkyně
- Roland Petit (* 1924), choreograf
- Roger Carel (* 1927), herec a dablér
- Yves Delaporte (* 1944), etnolog
- Daniel Picouly (* 1948), spisovatel

## Partnerská města
- Droylsden, Velká Británie
- Hardtberg, Německo
- Portimao, Portugalsko